# Faute grave en droit français
Ne doit pas être confondu avec Faute lourde en droit français.
En droit français, la notion juridique de faute grave intervient notamment dans le cadre d'un licenciement. Elle n'est pas définie par le code du travail mais uniquement par la jurisprudence. 
Quand c'est le salarié qui est suspecté d'avoir commis une telle faute, c'est l'employeur qui la détermine. En cas de contestation, le salarié doit exercer un recours devant le conseil de prud'hommes.
Le juge s'il est saisi ou dans une affaire dont il s'est saisi peut également relever une faute commise par l'employeur.

## Critères de reconnaissance d'une faute grave
La faute grave est une faute qui rend impossible le maintien du salarié dans l'entreprise. Sa définition n'est pas reprise par le législateur et elle ne se déduit que de la jurisprudence.
Les critères suivants sont pris en compte :
La gravité du manquement : le comportement ou l’acte doit constituer une violation grave des obligations contractuelles ou des règles internes de l’entreprise (par exemple : vol, violences, insubordination grave).
L'impossibilité de maintenir le salarié dans l’entreprise : la faute doit être suffisamment grave pour rendre impossible la poursuite de la relation de travail, même pendant la durée du préavis.
La proportionnalité : l'acte ou le manquement doit être proportionnel à la sanction appliquée. Une faute mineure ou excusable ne saurait être qualifiée de grave.
Attention, la charge de la preuve repose sur l’employeur, qui doit établir la réalité et la gravité des faits.

## Distinctions de la faute lourde
La faute lourde est caractérisée d'une part par la gravité de la faute (idem faute grave) et d'autre part par la volonté du salarié de nuire à son employeur.
Cette notion n'est pas définie par le code du travail.
L'employeur a la possibilité de demander des dommages-intérêts au salarié et à engager sa responsabilité personnelle.

## Différences avec la faute inexcusable
La « faute inexcusable » est celle qui est commise par l'employeur lorsque les quatre critères suivants sont relevés :
- la gravité exceptionnelle de la faute, dérivant d’un acte ou d’une omission volontaire ;
- une faute dont l’auteur devait avoir conscience du danger ;
- une faute commise en l’absence de toute cause justificative ;
- une faute ne revêtant pas d’élément intentionnel (une faute intentionnelle résultant de la volonté délibérée de nuire à autrui).

Le danger pouvait être prévu et le risque avait été signalé : quand un salarié est victime d’un accident alors que lui-même ou un membre du comité d'hygiène, de sécurité et des conditions de travail avait antérieurement signalé à l’employeur le risque qui s’est ainsi matérialisé, il y a faute inexcusable de l'employeur. 
La « faute inexcusable » est traitée dans le cadre du contentieux général de la Sécurité sociale ; la Caisse primaire d'assurance maladie devant organiser une rencontre de conciliation entre les parties prenantes avec l'objectif d'un accord entre la victime et l’employeur sur la reconnaissance de la faute inexcusable. Si un accord ne peut être trouvé, il appartient à la victime (ou à ses ayants droit) de saisir le tribunal des affaires de sécurité sociale.
Au vu de la décision du tribunal, l’une des parties peut déposer un recours devant la cour d'appel, voire introduire par la suite un pourvoi en cassation.
En fin de procédure, la Caisse Primaire d’Assurance Maladie peut transmettre le dossier à la CRAM qui organise les modalités de remboursement du capital représentatif de la majoration de rente (sur proposition de la CPAM en accord avec l’employeur).

## Conséquences de la faute grave
L'employeur qui invoque une faute grave :
- dispense le salarié d'effectuer le préavis contractuel ou conventionnel (il n'y a donc pas de versement de l'indemnité de préavis)[4]
- ne verse pas au salarié l'indemnité de licenciement[5]. Néanmoins, le salarié a droit à l'indemnité de congés payés (cas de congés non pris et congés acquis).